# Teleostei
Infra-classe
Classification phylogénétique
- Ostéichthyens
  - Actinoptérygiens
    - Cladistiens
    - Actinoptères
      - Chondrostéens
      - Néoptérygiens
        - Halécostomes
          - Halécomorphes
          - Téléostéens

        - Ginglymodes

  - Sarcoptérygiens

Les téléostéens (Teleostei)  forment l'une des trois infra-classes de la classe Actinopterygii, poissons à nageoires rayonnées.  Les téléostéens regroupent l'écrasante majorité des espèces de poissons actuels, puisqu'ils représentent 99,8 % des espèces de poissons, et près de la moitié des espèces de vertébrés. On en connaît environ 23 600 espèces appartenant à environ 40 ordres.

## Description et caractéristiques
Les téléostéens sont des poissons (groupe paraphylétique) : ils ont des vertèbres (vertébrés), sont pourvus d'une mâchoire (gnathostomes), de nageoires rayonnées (actinoptérygiens), et ont la peau généralement couverte d'écailles. Les requins (chondrichtyens, à squelette cartilagineux) et Coelacanthiformes (sarcoptérygiens avec une queue à  trois lobes (non rayonnée) donc actinistiens), par exemple, n'en font donc pas partie. 
Leur particularité visible la plus marquante est qu'ils capturent leurs proies en les aspirant : une dépression se produit dans la bouche, ce qui attire la proie. En plus de l'os maxillaire, l'os prémaxillaire est, lui aussi, mobile.
La nageoire caudale a une symétrie apparente (homocerque) ; apparente car la colonne vertébrale se termine dans le lobe supérieur. La torsion de l'axe caudal se fait au niveau de la vertèbre préorale 1.

## Classification
D'après ITIS (12 août 2015) :
- super-ordre Acanthopterygii
  - Atheriniformes
  - Béloniformes
  - Beryciformes
  - Cyprinodontiformes
  - Gasterosteiformes
  - Mugiliformes
  - Perciformes
  - Pleuronectiformes
  - Scorpaeniformes
  - Stephanoberyciformes
  - Synbranchiformes
  - Tetraodontiformes
  - Zeiformes
- super-ordre Clupeomorpha
  - Clupeiformes
- super-ordre Cyclosquamata
  - Aulopiformes
- super-ordre Elopomorpha
  - Albuliformes
  - Anguilliformes
  - Elopiformes
  - Notacanthiformes (nommé Notacanthoidei sous Albuliformes par ITIS)
  - Saccopharyngiformes
- super-ordre Lampridiomorpha
  - Lampridiformes
- super-ordre Ostariophysi
  - Characiformes
  - Cypriniformes
  - Gonorynchiformes
  - Gymnotiformes
  - Siluriformes
- super-ordre Osteoglossomorpha
  - Osteoglossiformes
  - Hiodontiformes (inconnu de ITIS)
- super-ordre Paracanthopterygii
  - Batrachoidiformes
  - Gadiformes
  - Lophiiformes
  - Ophidiiformes
  - Percopsiformes
- super-ordre Polymyxiomorpha
  - Polymixiiformes
- super-ordre Protacanthopterygii
  - Esociformes
  - Osmeriformes
  - Salmoniformes
- super-ordre Scopelomorpha
  - Myctophiformes
- super-ordre Stenopterygii
  - Ateleopodiformes
  - Stomiiformes